# Expireware
Expireware (engl. to expire = "ablaufen, auslaufen", dt. etwa "Software mit Verfallsdatum") bezeichnet eine Software, die meist kostenlos an Interessenten herausgegeben wird. Das Programm hat einerseits den vollen vorgesehenen Funktionsumfang wie die Verkaufsversionen, stellt jedoch seinen Dienst entweder nach Ablauf einer bestimmten Zeitspanne (zum Beispiel nach 30 Tagen) oder zu einem vorgegebenen Datum ein.
Mittels Expireware sollen potentielle Käufer einer Software das Programm für eine begrenzte Zeit vollumfänglich testen können. Auf Herstellerseite erhofft man sich dadurch eine höhere Kaufbereitschaft nach Ablauf des Testzeitraums, da im Gegensatz zu Crippleware, welche die Funktionalität beschneidet, die Brauchbarkeit für den Produktiveinsatz für den Nutzer besser erkennbar ist. Es gibt auch eine Kombination aus Expireware und Crippleware: So ließ sich eine Testversion von Microsoft Office 2010 nach Ablauf der Testphase nur noch zum Lesen von Dokumenten verwenden, nicht jedoch zum Bearbeiten.